# Luvsannamsraj Ojun-Erdene
Luvsannamsrain Ojun-Erdene (mongolsky: Лувсаннамсрайн Оюун-Эрдэнэ, *29. června 1980, Ulánbátar, Mongolsko) je mongolský politik. Od 27. ledna 2021 je předsedou vlády Mongolska. Od roku 2016 byl dvakrát zvolen do Velkého státního churalu.
Svou první knihu „Vision“ napsal v roce 2005. Po absolvování Harvardovy univerzity v roce 2015 vydal druhou knihu s názvem „Aziin Khuleg Uls“, která se překládá jako „země ořů v Asii“. V této knize se zabýval 30letou politikou rozvoje Mongolska. Ve stejném roce také založil National Policy Research Institute „The Steed country of Asia“.
V roce 2020 Oyun-Erdene také zahájil proces „Vize 2050“, 30leté politické agendy Mongolska, kterou nechal schválit Velkým státním churalem.

## Dětství
Narodil se v hlavním městě Ulánbátar. Jeho rodiče se brzy rozešli. Byl vychováván prarodiči z matčiny strany. Jeho otec je pedagog a umělec, který pomohl reformovat mongolský středoškolský vzdělávací systém. V roce 1996 založil Středoškolský komplex Mongeni. Jeho matka byla hudebnicí, hrála na klarinet v Akademickém divadle klasických umění. Po odchodu do důchodu založila Soyol Foundation, která se zaměřuje na podporu klasického umění v Mongolsku. Pan Luvsannamsrai, jeho dědeček, byl prvním ředitelem školy v Mörönu v provincii Khentii. Vedl Oyunerdeneovo samostudium tibetských a mongolských písem a také šachů v raném věku.
Nastoupil do základní školy v Ulánbátaru. Poté, co jeho matka v roce 1990 zemřela, se musel přestěhovat zpět k prarodičům do provincie Khentii. Jeho děd Luvsanamsrai požádal spisovatele Batbayara, aby vyškolil jeho vnuka v mongolské literatuře. Byl tedy zapsán na Bers University, kterou Batbayar Darma založil, a vystudoval novinářinu.
V roce 2008 pak dokončil studium na Mongolské národní univerzitě s bakalářským titulem v oboru práva. V roce 2011 také absolvoval Fakultu sociálních věd Mongolské národní univerzity s magisterským titulem v oboru politologie. V roce 2015 promoval na Harvardově univerzitě s magisterským titulem ve veřejné politice.
Svou kariéru začal na venkově. Ve věku 21 let byl jmenován vedoucím úřadu guvernéra vesnice Berkh v provincii Khentii. Při prezentaci pro zástupce World Vision International s úmyslem přinést mezinárodní projekt do své provincie dostal nabídku, aby pro ně pracoval. Nabídku přijal. Více než šest let pracoval pro World Vision International a specializoval se na komunitní rozvojovou politiku. Během této doby absolvoval specializované školení pro mezinárodní rozvojové pracovníky pořádané World Vision ve spolupráci s Univerzitou v Melbourne. Krátkou dobu působil na Filipínách a v Thajsku.

## Raná politická kariéra
Do politiky vstoupil v roce 2008. Zatímco působil jako vedoucí oddělení sociálního rozvoje okresu Bayanzurkh hlavního města, vedl volební kampaň Bayanzurkh-Neg Zurkh (slovně přeloženo jako „Bohaté srdce – jedno srdce“) a získal 100 % hlasů v tomto největším okresu hlavního města. Krátce poté, co byl v roce 2009 jmenován hlavou tehdejšího politického hnutí Mongolské lidové revoluční strany (MPRP), inicioval a rozvinul program reforem AGENDA-6. Jeho rozhodnutí odstranit z názvu strany slovo „revoluční“ vedlo k výraznému rozdělení názorů příslušníků uvnitř strany a nakonec k porážce v parlamentních volbách v roce 2012.
V roce 2015 založil Asian Steed Policy Research Institute se svým kolegou absolventem z několika univerzit. V roce 2016 byl zvolen poslancem parlamentu v Mongolsku. Vyvolal a vedl několik demonstrací, z nichž nejvýznamnější byla v roce 2018, které se zúčastnilo více než 30 000 občanů.

## Vedoucí sekretariátu kabinetu Mongolska
Na žádost Ukhnaagiina Khürelsükha, předsedy vlády Mongolska, se stal ministrem a vedoucím sekretariátu kabinetu Mongolska. Krátce po svém jmenování vedl pracovní skupiny pro regulaci nelegálních těžebních operací a řešení údajné korupce v Mongolsku.
Významně také přispěl k úpravě ústavy Mongolska související s délkou funkce mongolských vlád.
Během svého působení v úřadu navrhl plány na 5letý program s cílem rozšířit mongolskou digitální infrastrukturu. První akcí tohoto programu bylo E-Mongolia, online platforma, která občanům poskytuje 182 různých služeb. V důsledku toho došlo k významnému dopadu na boj proti byrokracii, korupci na střední úrovni a také na podporu vlády, aby fungovala otevřeněji a transparentněji.